# Sloup se sochou Panny Marie (Dřevěnice)
Sloup se sochou Panny Marie představuje raně barokní sochařskou práci ze světlého pískovce z doby kolem roku 1700 nalézající se v centru obce Dřevěnice v okrese Jičín. Od 3. 5. 1958 je sloup chráněn jako nemovitá kulturní památka.

## Popis
Na čtvercovém schodu s betonovým základem stojí čtvercový podstavec na kterém je umístěn uzší hranolovitý dřík zakončený profilovanou římsou. Ze stran je dřík ozdoben profilovanými rámečky. Na římse je nasazen dvoumetrový sloup bez ozdobné hlavice zakončený opět čtvercovou profilovanou římsou, na které stojí socha Panny Marie v náručí se sedícím dítětem v podživotní velikosti. Panna Marie je oděna ve volný řasený šat s pláštěm, pod nohama má hada s jablkem v hubě.
V letech 1988 byl sloup poškozen vandaly a následně mezi lety 1989 a 1994 byl restaurován a přemístěn.
V roce 2012 byl sloup opět restaurován. 